# Blasius Balteschwiler
Blasius Balteschwiler (también llamado Blasius Baldischwiler) nació el 1 de febrero de 1752  en Alemania en la aldea Indlekofen (que fusionó en 1971 con Waldshut). Alrededor de 1774 se estableció en Laufenburg (Argovia) -ciudad dividida en dos por el tratado de Lunéville de 1801- donde adquirió el derecho como ciudadano en 1778. 
En 1791 la ciudad de Laufenburg le concedió terreno en Rheinsulz como feudo hereditario donde fundó una empresa que originalmente fue una serrería y constructora de puentes. Reparó el puente de Säckingen en 1778, 1785 y 1810. Entre 1796 y 1802, durante los desórdenes de la guerra, construyó puentes provisionales. Reconstruyó los puentes de Olten, Suiza, (1804), Rheinau, Suiza, (1806), Rheinfelden, Alemania y Suiza, (1807), Baden, Suiza, (1809) , Laufenburg, Alemania y Suiza, el puente de Laufen, (1810) Wettingen, Suiza, (1818) y el puente entre Hohentengen, Alemania, y Kaiserstuhl, Suiza, (1823).